# Иск

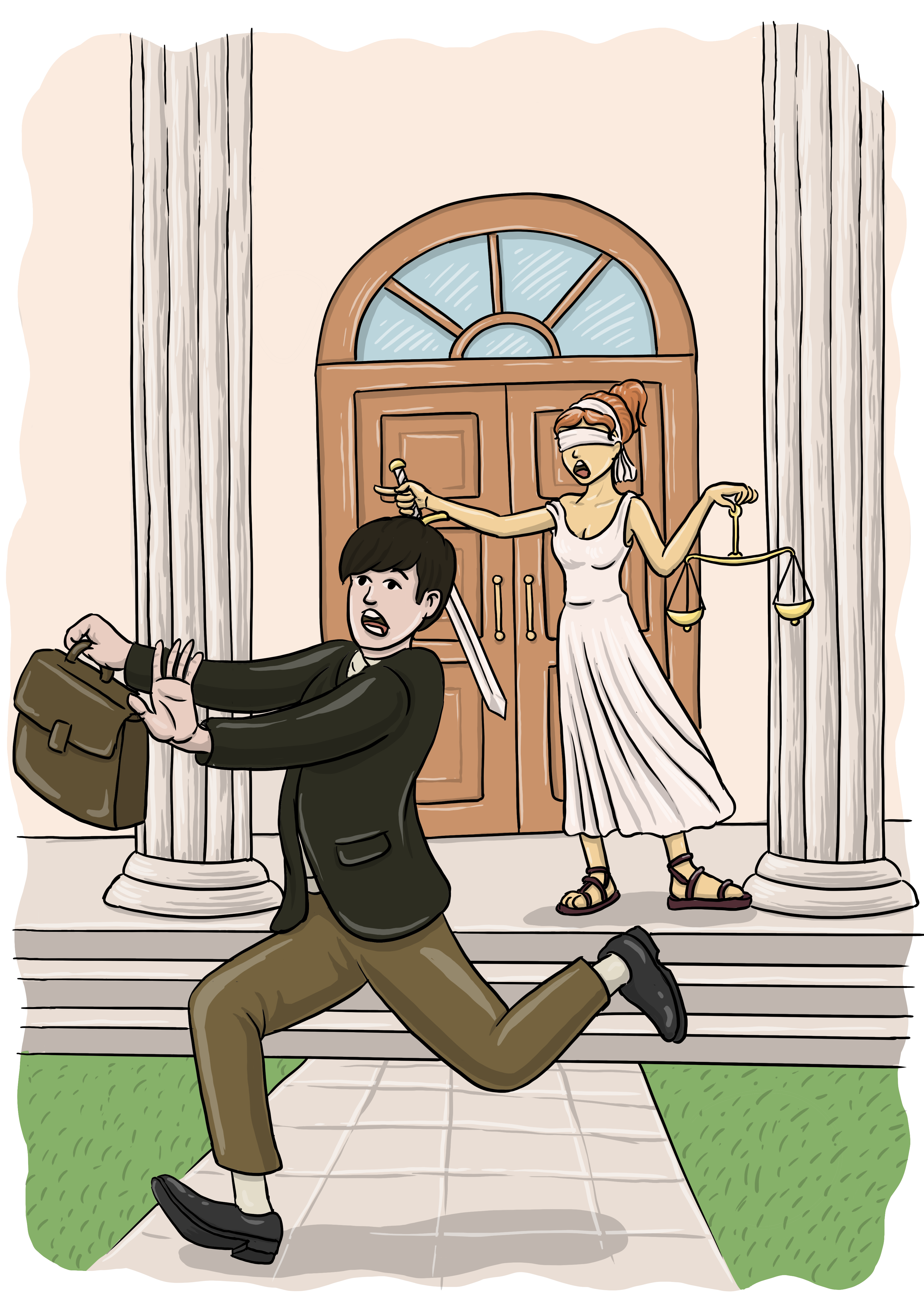
Литикафобия — страх судебных исков. На рисунке изображен мужчина, в ужасе убегающий от Фемиды

Иск — требование, подаваемое в суд, судебное действие истца, обратившегося к помощи суда, чтобы обязать ответчика признать его право или исполнить то, что он должен.
Иск сопутствует всякому гражданскому праву, составляет его естественное свойство; права, которые не сопровождаются исками, представляют редкие исключения и стоят на рубеже права и нравственности. Например, тот, кто получил платёж по карточному долгу, не обязан возвращать деньги, то есть имеет право на них, но потребовать платежа путём иска он не может (так называемое натуральное обязательство).
В римском праве иски предусматривались преторскими эдиктами и число их было ограничено содержанием эдиктов.
В современном праве исков столько, сколько юридических отношений.
Выделяют предмет иска — сущность требования истца (погасить задолженность, признать право, компенсировать вред и т. п.) и основание иска — действие или бездействие ответчика, послужившее причиной для иска (нарушение договора, причинение вреда и т. п.).
Суд рассматривает спор в рамках иска, то есть, как правило, не может самостоятельно выходить за пределы исковых требований. В случае отказа в иске повторное обращение в суд с иском, имеющим тот же предмет и основание, не допускается (принцип Res judicata).

## Виды исков
- Коллективный иск
- Вещный иск
- Виндикационный иск
- Негаторный иск
- Негационный иск
- Встречный иск
- Регрессный иск
- Гражданский иск в уголовном процессе
- Публицианов иск
- Кондикционный иск
- Петиторный иск
- Посессорный иск